# Фотоводород
Фотоводород — условное название водорода, произведённого при помощи искусственного или естественного освещения (фотодиссоциация). Примером может служить водород, полученный в зелёных частях растений (для синтеза углеводов), путём разделения молекул воды (побочным продуктом является кислород, выбрасываемый в воздух и используемый нами для дыхания). Фотоводород также может быть получен в процессе фотодиссоциации воды под воздействием ультрафиолета. Проблемы фотоводорода иногда обсуждаются в контексте создания возобновляемого источника энергии, на основе использования микроорганизмов, таких как бактерии или водоросли, трансформирующих солнечный свет.